# Kolkau (Seelitz)
Kolkau ist ein Ortsteil der Gemeinde Seelitz im sächsischen Landkreis Mittelsachsen. Die Gemeinde Kolkau mit ihren Ortsteilen Beedeln und Bernsdorf wurde am 1. April 1994 nach Seelitz eingemeindet.

## Geografie

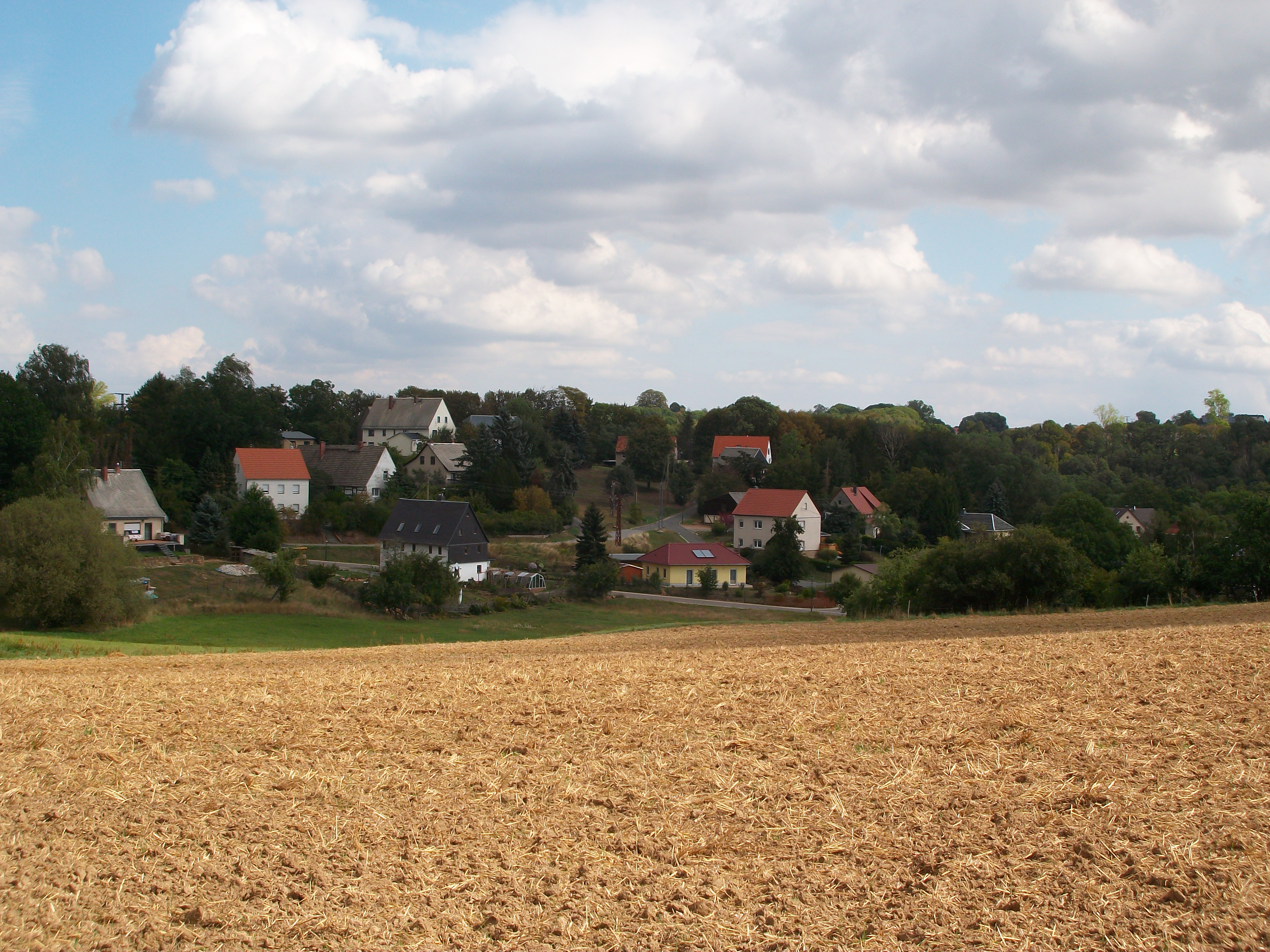
Ortsansicht von Kolkau

### Geografische Lage
Kolkau liegt im Süden der Großgemeinde Seelitz westlich des Erlbachs, einem Zufluss der Zwickauer Mulde.

### Nachbarorte
| Zöllnitz     | Seelitz                                     | Pürsten                          |
| Seebitzschen | Kompassrose, die auf Nachbargemeinden zeigt | Städten (Groß- und Kleinstädten) |
| Beedeln      | Bernsdorf                                   |                                  |

## Geschichte
Kolkau wurde im Jahr 1378 unter dem Namen „Kulkow prope Ozze“ bzw. „Kulkaw“ erstmals erwähnt. Bezüglich der Grundherrschaft gehörte Kolkau zum im Ort befindlichen Rittergut Kolkau, welches ab 1551 belegt ist. Kirchlich ist Kolkau seit jeher nach Seelitz gepfarrt. Kolkau lag bis 1856 im kursächsischen bzw. königlich-sächsischen Amt Rochlitz. Bei den im 19. Jahrhundert im Königreich Sachsen durchgeführten Verwaltungsreformen wurden die Ämter aufgelöst. Dadurch kam Kolkau im Jahr 1856 unter die Verwaltung des Gerichtsamts Rochlitz und 1875 an die neu gegründete Amtshauptmannschaft Rochlitz.
Durch die zweite Kreisreform in der DDR im Jahr 1952 wurde die Gemeinde Kolkau dem Kreis Rochlitz im Bezirk Chemnitz (1953 in Bezirk Karl-Marx-Stadt umbenannt) angegliedert. Am 1. Juli 1965 erfolgte die Eingemeindung der Gemeinde Beedeln mit ihrem Ortsteil Bernsdorf nach Kolkau. Im Jahr 1990 kam die Gemeinde Kolkau mit ihren Ortsteilen zum  sächsischen Landkreis Rochlitz, der 1994 im neu gebildeten Landkreis Mittweida und 2008 im Landkreis Mittelsachsen aufging. Durch die Eingemeindung der Gemeinde Kolkau nach Seelitz sind Kolkau, Beedeln und Bernsdorf seit dem 1. April 1994 Ortsteile der Großgemeinde Seelitz.

## Kulturdenkmale
Für die Kulturdenkmale des Ortes siehe die Liste´der Kulturdenkmale in Kolkau.